# الیاس آخوماش
ایلیاس آخوماچ (به انگلیسی: Ilias Akhomach؛ زادهٔ ۱۶ آوریل ۲۰۰۴) بازیکن فوتبال اهل اسپانیا است که برای باشگاه ویارئال بازی می‌کند.
وی همچنین در تیم‌های ملی فوتبال زیر ۱۶ سال اسپانیا و زیر ۱۸ سال اسپانیا بازی کرده‌است.

## دوران باشگاهی
الیاس اولین بازی خود را برای بارسلونا اتلتیک در ۷ نوامبر ۲۰۲۰ انجام داد و با شکست ۱–۰ خارج از خانه مقابل آندورا در سگوندا دیویسیون بی شروع کرد.